# Oxylipeurus polytrapezius
Oxylipeurus polytrapezius är en insektsart. Oxylipeurus polytrapezius ingår i släktet Oxylipeurus och familjen fjäderlöss. Utöver nominatformen finns också underarten O. p. polytrapezius.